# Villasante (Páramo)
Villasante (llamada oficialmente Santa Cruz de Vilasante) es una parroquia y una aldea española del municipio de Páramo, en la provincia de Lugo, Galicia.
El primer sábado del mes de septiembre se celebra A Festa en honor a la Virgen de la Santa Cruz.

## Organización territorial
La parroquia está formada por una entidad de población:
- Vilasante

## Demografía
Gráfica demográfica de la aldea y parroquia de Villasante según el INE español:
| Gráfica de evolución demográfica de Villasante entre 2000 y 2020 |
|                                                                  |
| Datos según el nomenclátor publicado por el INE.                 |